# Arkagyij Moiszejevics Vajszpapir
Arkagyij Vajszpapir, teljes nevén Arkagyij Moiszejevics Vajszpapir (Bobrovij Kut, Herszoni terület, Ukrán Szovjet Szocialista Köztársaság, 1921. december 23. – 2018. január 11., Kijev, Ukrajna), a Vörös Hadsereg zsidó származású altisztje volt a második világháború idején. A németek elfogták, előbb hadifogolytáborokban volt, majd egy koncentrációs és munkatáborban, végül a sobibóri megsemmisítőtáborban. Aktívan részt vett az ottani 1943. október 14-i felkelésben és tömeges szökésben. A szökés után partizánosztagban harcolt, majd a Vörös Hadseregben folytatta a harcot a háború végéig. Civilként gépészmérnöki tanulmányokat végzett és ebben a szakmában dolgozott nyugdíjba vonulásáig.

## Élete

### Sobibór előtt
Arkagyij Vajszpapir zsidó családban született. Zsidó egyénneve Ajzik volt, majd hivatalosan az Arkagyij egyénnevet kapta. Bobrovij Kut ún. „zsidó mezőgazdasági település” volt az Orosz Birodalom idején. A szovjet hatalom alatt a kalinyindorfi (jiddisül „Kalinyinfalu”) járásba került, mely egyike volt az ún. „zsidó nemzetiségi járások”-nak. Arkagyij szülei földművesek voltak. Apja, Moiszej Vajszpapir egy némi vagyonnal rendelkező kovács fia volt. A szovjethatalom alatt, a kollektivizálás után Arkagyij apja a falubeli Rojter Oktober (jiddisül „Vörös Október”) kolhozban az állattenyésztési részleg főnöke lett. Arkagyijnak volt egy bátyja, Benjámin, később pedig született egy húga, Bászja.
Az 1931–1933-ban dúló, a sztálini rendszer keltette holodomor (éhínség) Bobrovij Kutot is sújtotta, majd 1937–1938-ban Moiszej Vajszpapir is a sztálini terror áldozata lett. Halálra ítélték és kivégezték mint kulák fiát, cionista vezetőt, ellenforradalmi propagandistát és a kolhozrendszer ellenségét.
Arkagyij elvégezte a falujában a hétéves iskolát, majd még három évig középiskolában tanult Kalinyindorfban. 1939-ben végezte el. Felvették az odesszai Idegen Nyelvek Főiskolájába, de nem kezdhette el ottani tanulmányait, mert meg kellett várnia, hogy behívják katonának. Addig a falujabeli kolhozban dolgozott a traktorosbrigád írnokaként. 1940. október 25-én hívták be. Elvégezte az ezred tisztesiskoláját, majd rajparancsnok lett.
Vajszpapir egysége a Németországgal való háború első napjától, 1941. június 22-étől kezdve részt vett a harcokban, de visszavonulás közben, mint az egész Vörös Hadsereg. Vajszpapir könnyebben megsebesült, de három nap után visszatért a harctérre. Szakaszvezető volt szeptember 15-én vagy 16-án, amikor újra megsebesült Kijev közelében, ezúttal súlyosan. Tábori kórházban kezelték, és ez a németek kezére került. Vajszpapir műtét után volt begipszelt lábbal.
Tudta, hogy a zsidó hadifoglyokat lelövik, amint kitudódik, hogy zsidók, ezért hamis, orosz hangzású nevet mondott be a németeknek. Fogolycsoportját Minszkbe vitték, az ottani Stalag 352 nevű hadifogolytáborba. Az ottani embertelen körülményeket csak a fiatalok és erősek bírták ki. Vajszpapir még mankóval járt, amikor 1942 februárjában kirobbant egy tífuszjárvány, és ő is megbetegedett, de szerencséjére nem annyira, hogy ne bírjon felkelni. Amikor szanitéceket kerestek, ő is jelentkezett. Valamivel jobb életkörülményei lettek, de csak egy hónapig, mert márciusban a zsidók kiszűrésére testi vizsgálatnak vetették alá a foglyokat. Vajszpapir körül volt metélve.
A zsidókat egyelőre nem ölték meg, hanem egy másik táborba vitték. Húsz napig tartották őket egy sötét pincébe zárva. 70 emberből 30 maradt életben. Ezeket áprilisban egy ugyancsak minszki, az SS igazgatása alatt levő koncentrációs munkatáborba vitték. Az úton hatot lelőttek, mert nem bírtak már menni. Abban a táborban a foglyok többsége zsidó férfi, nő és gyerek volt, de sok egyéb nemzetiségekhez tartozó is, akiket a németek velük szemben ellenségeseknek tartottak.
Vajszpapir másfél évig volt a minszki tábor foglya. Egyes időszakokban nehéz fizikai munkát kellett végeznie, éhezett és az őrök kegyetlenkedéseit kellett elviselnie. 1943 augusztusában a németek elkezdtek foglyokat gyilkolni zárt kamionok kipufogó gázával, amelyekkel el is vitték a holttesteket elégetni.
A táborban Vajszpapir barátságot kötött több zsidó hadifogollyal, köztük Alekszandr Pecserszkij hadnaggyal, akit vezetőjüknek tekintettek.

### Sobibórban
1943. szeptember 18-án a táborban levő kb. 2000 zsidót, köztük Pecserszkijt és csoportját egy-egy vagonban 70-80 embert összezsúfolva tehervonatba zártak. Fejenként 30 deka kenyeret kaptak, és egyesek annyi vizet és más élelmet vittek még magukkal, amennyit megtudtak valahogy szerezni. A szállításuk négy napig tartott anélkül, hogy egyszer is kinyitották volna a vagonokat, tehát anélkül, hogy vizet és élelmet kapjanak, és ki tudják vinni az ürüléküket.
A vonat szeptember 22-én érkezett a sobibóri táborba. Akkor kaptak vizet és újra bezárták őket a vagonokba éjszakára. Másnap leparancsolták őket a vágány melletti platformra és előbb kiválasztották azokat, akik iparosoknak vagy szakmunkásoknak mondták magukat, valamint 80-as létszámig a fizikai munkára legalkalmasabb férfiakat. Ezek többsége szovjet katona volt, köztük Pecserszkij és Vajszpapir. Az összes többit megölték gázkamrákban kipufogógázzal és szabad ég alatt égették el a holttesteket. Az életben maradottak akkor tudták ezt meg, amikor a füstöt látva és szagát érezve megkérdezték régebbi foglyoktól, hogy mi ez.
Vajszpapirt az építőcsapatba tették be. Lakóbarakkokat, műhelyeket és raktárakat építettek fából, főleg a tábor egy új, Lager 4-nek nevezett részlegében. Vajszpapir hamarosan szökésre gondolt. Néhány bajtársával azt tervezték, hogy elbújnak a latrinák barakkjában, amely nem volt messze a kerítéstől, éjjel jönnek ki onnan, amikor a környéke gyengén volt világítva, és valahogy átmennek a kerítésen. Elmondták tervüket Pecserszkijnek, de ő lebeszélte őket róla, mert már más terv volt előkészülőben.

#### A felkelés
1943 nyarán egyes jelek arról győzték meg a foglyokat, hogy hamarosan mindannyiukat megölik. Ez arra késztetett egyes foglyokat, hogy szökést előkészítő bizottságot alkossanak, de szeptember vége feléig még nem tudták elhatározni, hogyan szökjenek meg. Ezért, amikor behozták a szovjet katonákat, bevonták Pecserszkijt is a bizottságba. Több megbeszélés után arra jutottak, hogy a szovjet tiszt vezette felkelést kell szervezni, hogy mindazok, akik meg akarnak szökni, tehessék meg.
Október 5-én Pecserszkij szovjet katonákból álló harcoscsoportot szervezett. Rájuk hárult a legfontosabb szerep a felkelésben, mivel csak ők tudtak fegyverrel bánni és csak nekik volt némi harci tapasztalatuk. A felkelés terve szerint ennek első szakaszában az összeesküvőknek minél több SS-t kellett zárt helyiségekbe csalni és titokban megölni baltával, kalapáccsal vagy késsel, és elvenni pisztolyaikat. A felkelés október 14-én ezzel kezdődött. Vajszpapirnak és Jehuda Lerner fogolynak az volt a feladata, hogy megöljenek egy SS-t, akivel az összeesküvők előre megbeszélték, hogy egy bizonyos, általuk javasolt időpontban menjen a szabóműhelybe felpróbálni egy neki készülő kabátot. Az SS oda is ment a megbeszélt időpontban, és megölték baltaütésekkel. Azután váratlanul bement a műhelybe az őrök főnöke. Őt is megölték.
A tervet csak részben tudták követni. Káoszszerűen futásnak eredt hogy kitörjön a táborból csaknem 300 a kb. 500 fogolyból, miközben az SS-ek és az őrök, akik a németekhez átállt volt szovjet hadifoglyok voltak, lőttek rájuk, és a felkelők kevés fegyvereikkel viszonozták a tüzet. Végül tizenkét SS-t, az őrök főnökét és egy őrt öltek meg, valamint egy SS-t súlyosan megsebesítettek. Öt vagy hat aznap szolgálatos SS maradt életben. A legtöbb szökni próbáló fogoly életét vesztette, amikor ki akart jutni a táborból, vagy amikor elfogták őket a németek többé-kevésbé távol a tábortól. Megmenekült és túlélte a háborút 57 szökevény, köztük Pecserszkij és Vajszpapir is.

### Sobibór után
A szökevényeknek csak nagyon homályos terveik lehettek a szökés utánra. Magukra voltak utalva, csak arra a szerencsére számíthattak, hogy olyan emberekre találnak, akik megsegítik őket rejtekhellyel és élelemmel. Pecserszkij és nyolc bajtársa, köztük Vajszpapir kelet felé indultak, hogy a Fehéroroszországban harcoló szovjet partizánokhoz jussanak. Öt napon és éjszakán át lehetőleg erdőkben haladtak és aludtak. A hatodik este befogadta őket elszigetelt házába egy parasztcsalád, akik kenyeret adtak nekik és elmondták, merre kelhetnek át a Nyugati-Bug folyón. Éjszaka átkeltek rajta, mentek még három napon át az erdőben és október 22-én partizánokra találtak. Néhány nap múlva ezek azt mondták nekik, hogy nem fogadnak be zsidókat, elvették a fegyvereiket és szélnek eresztették őket. Azután Pecserszkij csoportjának tagjait befogadták más partizánosztagok.

#### Partizánként és katonaként
Vaijszpapir a Frunze osztagba került 1943. december 5-én, mint egyszerű partizán, és 1944. március 25-én rajparancsnok lett. Három nyílt harcban vett részt. 1944. április 24-én a Vörös Hadsereg az osztaghoz ért és magába foglalta. A hadseregben Vaijszpapir előbb egy kiképzési szakasz géppuskásrajának parancsnoka volt. 1945 áprilisában–májusában egy felderítő században szolgált, részt vett az Odera folyó átkelésekor folytatott harcokban, és a háború vége Wismarban találta, a Balti-tenger partján. Németországban maradt a sereggel 1946 januárjáig mint őrmester egy géppuskásszázadban. 1946. május 15-én szerelt le.
Még partizán korában megtudta, hogy anyját és húgát megölték a németek a falujukban. Hazatérve azt is megtudta, hogy a két nagyapjának és egy nagyanyjának, valamint sok távolabbi rokonának ugyanaz volt a sorsa. Bátyja a fronton esett el 1942-ben.

#### Újra civilként
Vajszpapir beiratkozott a zaporizzsjai Gépkocsi Mérnöki Főiskolába, amely később Mezőgazdasági Gépgyártási Főiskola lett. Hogy ne utasítsák vissza kérelmét, önéletrajzában nem írta meg az igazságot apja sorsáról, hanem azt, hogy családja tagjaival együtt ölték meg. Tanulás mellett dolgoznia is kellett több munkahelyen, hogy fenntarthassa magát.
1947-ben házasságot kötött háború előtti barátnőjével, Fani Trupp-pal, aki akkor tanítónő volt, később pedig matematika tanár lett. 1948-ban megszületett az első fiuk, Mihail, majd 1959-ben a második, Vagyim.
Vajszpapir gépészmérnöki diplomával fejezte be a főiskolát, és Vorosilovgrádba (1990 óta Luhanszk) helyezték egy forgattyús tengelyeket gyártó üzembe. Sorban több munkahelyre helyezték át, majd az 1960-as évek elejétől vezetői állásokat töltött be donbaszi üzemekben. Egy artemivszki (2016 óta Bahmut) gyár főmérnöke lett.
A hatóságok nem tudták meg, hogy Vajszpapir elhallgatta apja sorsát „a nép ellensége”-ként, de elkezdődött hasonló sorsú emberek rehabilitálása, és egy 1961. július 7-ei beadványban ő is kérte apja rehabilitálását. Ugyanakkor igazgatóvá akarták előléptetni, és mint ilyen a kommunista párt tagja kellett volna legyen. Kérte felvételét, de visszautasították apja hivatalos státusza miatt, amit ő maga tárt fel. Mégis kivételesen főmérnök maradt. Apját csak 1968-ban rehabilitálták.
1970-ben Vajszpapir Doneckbe költözött, ahol az utolsó két munkahelye volt és viszonylag jó anyagi helyzete. A Donecki területi tanács közlekedési osztálya főnökeként ment nyugdíjba. Nagyobbik fia orvos lett, a kisebbik mérnök.

##### Vajszpapir mint a sobibóri felkelés elismert részvevője
Pecserszkij 1946 vége felé vagy 1947 elején kezdett kutatni volt bajtársai után. Elsőként Vajszpapirt találta meg, akivel továbbra is fenntartotta a kapcsolatot.
Vajszpapirt először említette meg a központi sajtó a sobibóri felkelés jelentős részvevőjeként egy Конец Собибура (Sobibór vége) címmel a Komszomolszkaja Pravda újságban 1962. január 12-én L. Druzenko és Valentyin Tomin írok tollából megjelent cikk. Tomin segített Pecserszkijnek megtalálni a többi öt, a Szovjetunióban még élő sobibóri szökevényt is.
1963. október 14-én, a felkelés 20. évfordulóján Pecserszkij, Vajszpapir és még egy bajtársuk megemlékeztek róla Rosztov-na-Donuban, Pecserszkij lakásán. Jelen voltak Mihail Lev és Valentyin Tomin írók is. A következő évben Tomin és Alekszandr Szinyelnyikov írók könyvet jelentettek meg a felkelésről.
A 25. évfordulóra, 1968-ban a felkelésben részvevő hat bajtárs jött össze, és találkozójuk is volt egy rosztovi művelődési házban összegyűlt közönséggel. Azután összejöveteleiket ötévenként tartották meg családtagjaik részvételével. 1978-ban ez Doneckben, Vajszpapirnál volt.

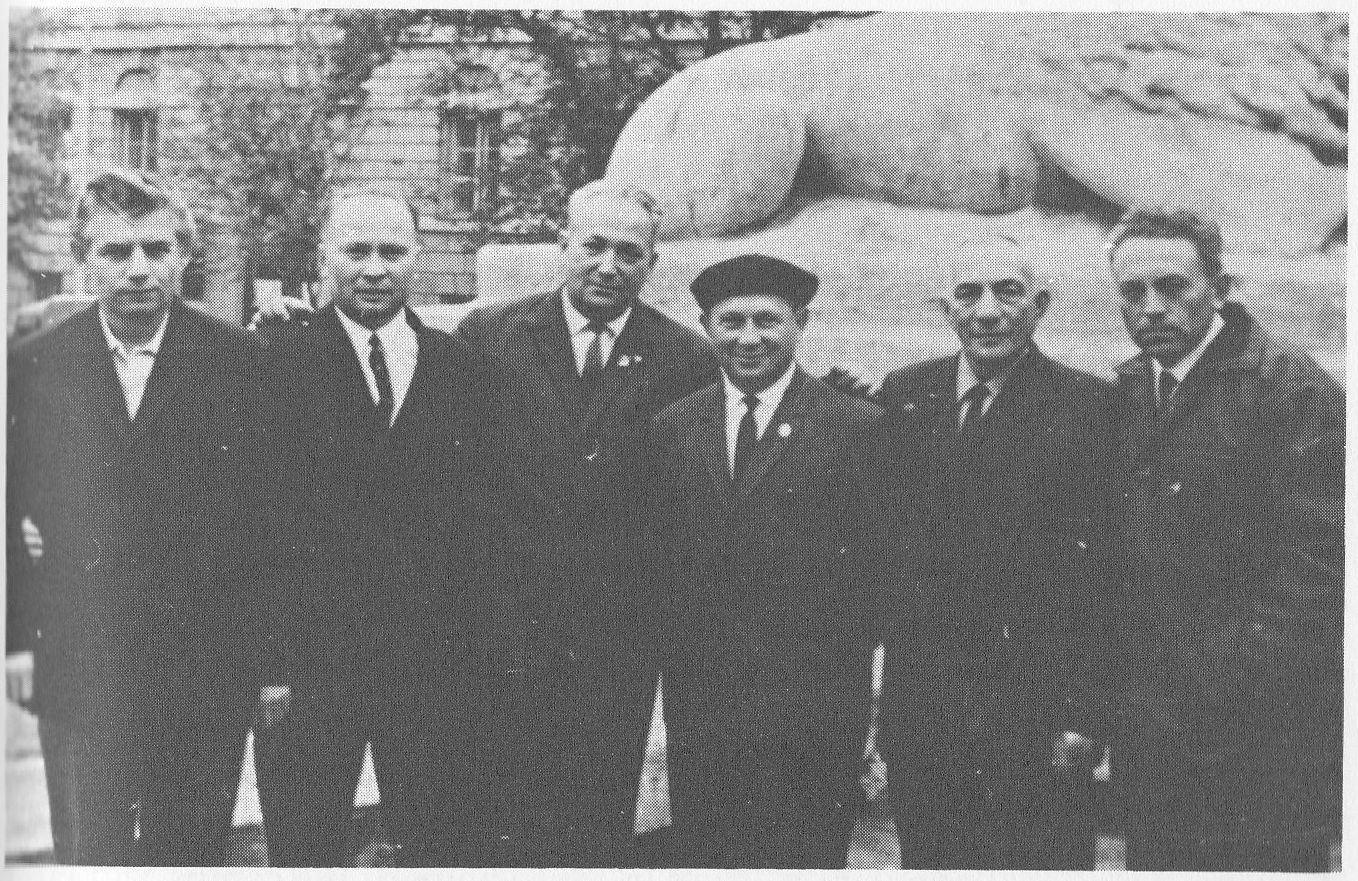
Sobibóri veteránok Rosztovban, a felkelés 25. évfordulóján. Vajszpapir balról a második.

Vajszpapir háromszor adott tanúvallomást sobibóri SS-ek perei részére, 1966-ban és 1975-ben szovjet igazságügyi szervek előtt. 1983-ban őt és Pecserszkijt Nyugat-Németországba hívták tanúkként egy Hagenben megtartott perben, de a hatóságok megakadályozták, hogy kiutazzanak. A német igazságszolgáltatás képviselői jöttek a Szovjetunióba meghallgatni őket.
1994-ben Vajszpapir Kijevbe költözött. Első külföldi utazását 1998-ban tette meg Izraelbe, ahol részt vett négy veterán találkozóján a felkelés 55. évfordulója alkalmából, majd 2001-ben Lengyelországba ment a volt tábor területén létesített emlékhelyre.
2004-ben megviselte feleségének halála, akivel több mint 56 évet töltött együtt.
Élete végéig még három megemlékezésen vett részt, 2008-ben Lengyelországban és Izraelben, majd 2013-ban újra Izraelben.
2018. január 11-én hunyt el Kijevben, 96 éves korában. A sobobóri felkelés utolsó előtti túlélője volt.
A sobibóri felkelésről szóló kiadványokon kívül Vajszpapir szereplőként is megjelenik a 2018-ban bemutatott Sobibór című Konsztantyin Habenszkij rendezte orosz művészfilmben.

## Fontosabb kitüntetései
- 1945 – Bátorságért érdemérem(wd);
- 1945 – Az 1941–1945-ös Nagy Honvédő Háborúban Németország Fölött Aratott Győzelemért érdemérem;
- 1985 – Honvédő Háború Érdemrend(wd) 1. fokozata;
- 2013 – a Lengyel Köztársaság Érdemrendjének(wd) tiszti fokozata;
- 2016 – Ukrajna Érdemrendjének(wd) 3. fokozata.